# Keita Irumagawa
Keita Irumagawa (入間川 景太 Irumagawa Keita?), född 20 maj 1999 i Yamanashi prefektur, är en japansk fotbollsspelare.
Irumagawa började sin karriär 2017 i Ventforet Kofu. 2019 blev han utlånad till AC Nagano Parceiro. Han gick tillbaka till Ventforet Kofu 2020.